# Minotaure
Minotaure (französisch Minotaure ‚Minotauros‘) war ein surrealistisches Künstlermagazin. Es wurde im Februar 1933 von den Verlegern Albert Skira und Tériade in Paris gegründet. Chefredakteure waren André Breton, der das Magazin zu einem Forum der „surrealistischen Revolution“ gestaltete, und Pierre Mabille. Die Epoche des Minotaure, 1933 bis 1939, wird als Hochphase des Surrealismus angesehen.

## Aufmachung und Inhalt
Das Magazin war kostspielig und luxuriös aufgemacht und zeigte originale Arbeiten von bekannten Künstlern wie Salvador Dalí, Max Ernst, Joan Miró, Henri Matisse und Pablo Picasso (letztere standen zu dieser Zeit dem Surrealismus nahe) oder Yves Tanguy sowie Textbeiträge von Paul Éluard oder Tristan Tzara und bot zugleich ein Forum für bis dato weniger bekannte Zeitgenossen wie Hans Bellmer, Victor Brauner, Paul Delvaux, Alberto Giacometti, Roberto Matta und Abraham Rattner.
Der Titel war von dem Maler und Grafiker André Masson inspiriert, der sich als einer der ersten Künstler des 20. Jahrhunderts mit dem Motiv und dem Mythos des Minotauros auseinandersetzte. Zusammen mit Georges Bataille schlug er Skira den Minotauren als Leitmotiv für den Titel vor.
Zumeist lieferten die Künstler eigene Beiträge und künstlerische Betrachtungen und trugen zur grafischen Gestaltung des Magazins bei. Unter dem Motto „Archäologie der Moderne“ stellte Minotaure Reflexionen über Architektur, Bildende Kunst, Film, Literatur, und Wissenschaft an und betrachtete frühere Epochen und Stile unter archäologischen, ethnologischen, mythologischen und psychoanalytischen Aspekten. Überdies brachte die Zeitschrift Reiseberichte und interdisziplinäre Beiträge, in denen sich die bildenden Künstler als Poeten und die Literaten als Maler, Grafiker und Typografen abwechselten. Avantgardistische Fotoarbeiten von Brassaï oder Man Ray ergänzten diese neue Form der Mediengestaltung. Zum Jahreswechsel 1933/34 veröffentlichte Man Ray eine Farbfotografie auf dem Titel, zwei Jahre bevor der Kodachrome-Film auf den Markt kam. Das Verfahren dazu hatte Man Ray erst kurz zuvor selbst entwickelt. Minotaure führte somit den surrealistischen Gedanken der „kombinierten Künste“ weiter.
Die Zeitschrift, die zu 25 Franc verkauft wurde, finanzierte sich durch Zuwendungen von Mäzenen, wie dem englischen Multimillionär, Kunstsammler und Poeten Edward James, der im Gegenzug sporadisch eigene dichterische Werke beisteuerte.

## Geschichte
Der Verleger Albert Skira hatte 1933 die Idee für eine neuartige und revolutionäre Zeitschrift, die in progressiver Manier über moderne Kunst und Architektur berichten sollte und wandte sich im Februar des Jahres an André Breton. Mit der Auflage Skiras, „Breton dürfe die Zeitschrift nicht für seine sozialen und politischen Ansichten nutzen“, sollten Themenbereiche, die für Breton von Interesse waren – im engeren Sinne Archäologie, Philosophie, Poesie, Psychoanalyse und Film – von dem Magazin abgedeckt werden. Mit der Sicherheit von 800 Abonnenten erschienen die ersten beiden Ausgaben im Juni 1933 mit Titelgestaltungen von Picasso und Gaston Louis Roux.
Minotaure betrachtete sich bald als direkten Nachfolger der von Breton vormals publizierten La Révolution surréaliste und des surrealistischen Journals Documents von Georges Bataille. Ab 1935 wirkten die Surrealisten kontinuierlich mit und veröffentlichten im selben Jahr ein Bulletin (Bulletin international du surréalisme), welches die „Internationalen Surrealistischen Ausstellungen“ in Prag, Brüssel und 1936 in London begleitete. Nach Diskrepanzen mit Breton zog sich Tériade 1936 als Herausgeber zurück. Ab Ausgabe Nr. 10 übten die Surrealisten vollständigen Einfluss auf das Magazin aus. Breton, der neben Bataille Mitglied der antifaschistischen Gruppe Contre-Attaque war, nutzte die Zeitschrift entgegen Skiras einstiger Verfügung vor dem Hintergrund des spanischen Bürgerkriegs bald als politisches Forum und richtete sich 1938 in dem Blatt gegen Dalí und Paul Éluard, was zum Ausschluss der beiden Künstler aus der Gruppe der Surrealisten beitrug.
Mit Ausbruch des Zweiten Weltkriegs musste Albert Skira das kostenintensive Magazin einstellen. Die letzte Ausgabe erschien im Februar 1939 genau sechs Jahre nach Gründung.

## Bedeutung
Minotaure war von der Titelseite über das Frontispiz bis zur Rückseite in einer raffinierten Kombination von hochwertigen Fotografien, Grafiken und Texten so konzipiert, dass es dem Rezipienten eigene freie Assoziationen erlaubte. Durch die Zurückhaltung seiner Produzenten brach die Publikation mit der traditionellen Technik, den Leser zu lenken. Somit legte Minotaure einen Grundstein für die moderne Medienästhetik späterer Zeitgeist-Magazine.
Weitere ähnlich wichtige Publikationen der surrealistischen Bewegung waren die Vorläufer von Minotaure: Littérature (1919–1924) von Louis Aragon, André Breton und Philippe Soupault, La Révolution surréaliste (1924–1929) von Breton, Pierre Naville und Benjamin Péret, Documents (1929–1930) von Georges Bataille und Acéphale (1936–1939) von Bataille, Pierre Klossowski und André Masson sowie später View (1940–1947) und VVV (1942–1944) in den USA.
Die Zeitschrift findet sich in vielen wichtigen Kunstsammlungen moderner bildender Kunst wie beispielsweise im Centre Pompidou Paris, im Museum of Modern Art in New York und in der Mary Reynolds Collection des Art Institute of Chicago.